# Пам'ятки язловецькі

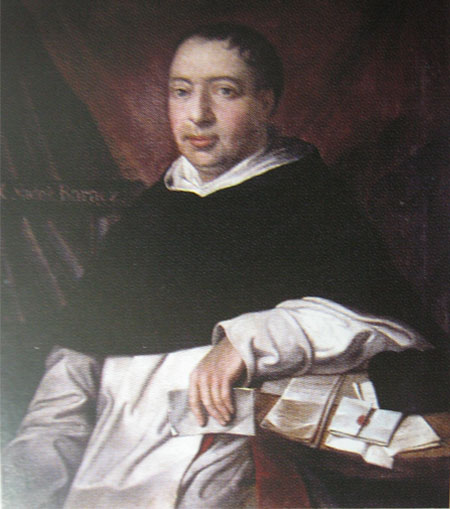
Садок Баронч

Pamiątki jazłowieckie — праця священника-домініканця кс. Садка Баронча про місто Язловець (нині село Бучацького району Тернопільської області, Україна). Вийшла друком 1862 року в друкарні «Закладу імені Оссолінських» (пол. «Zakładu narodowego im. Ossolińskich») у Львові польською мовою. Автор присвятив книгу дідичу Язловця з прилеглостями барону Кшиштофові Блажовському. 